# Genfluss

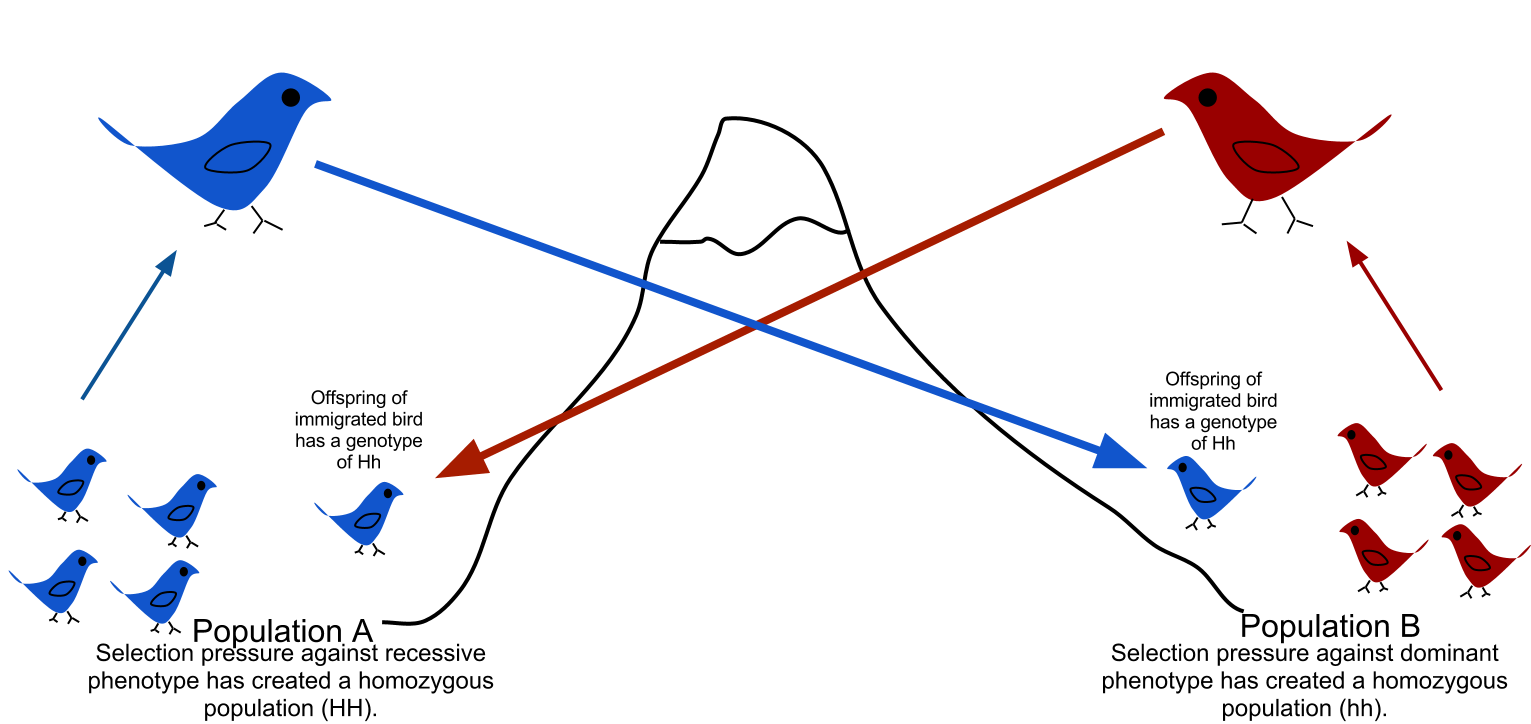
Genfluss ist die Übertragung von Allelen von einer Population auf eine andere Population durch die Wanderung von Individuen. In diesem Beispiel wandert einer der Vögel aus Population A zu Population B, die weniger dominante Allele hat, und bringt durch Paarung seine Allele in die andere Population ein. Die Expression rezessiver Allele ist im Fall umgekehrter Wanderung von B nach A dagegen nur in rezessiven Homozygoten möglich.

Genfluss bezeichnet in der Evolutionsbiologie den Austausch genetischen Materials zwischen zwei Populationen einer Art bzw. innerhalb einer Population.
Genfluss kann bspw. durch Migration hervorgerufen werden.
Wird der Genfluss verhindert, z. B. durch geographische Isolation, so entwickeln sich die Populationen unterschiedlich (Isolation). Es kann zu einer allopatrischen Artbildung kommen.
Beim anatomisch modernen Menschen (Homo sapiens) ist Genfluss archaischer Menschen zu Homo sapiens nachgewiesen worden, u. a. zwischen Neandertaler und Homo sapiens sowie zwischen Denisova-Menschen und Homo sapiens, da sich diese Arten genetisch noch nicht allzu weit entfernt hatten.